# Heinrich Ludwig Banck
Heinrich Ludwig Banck (* 5. März 1826 in Magdeburg; † im 19. oder 20. Jahrhundert) war ein Magdeburger Bankier und Kaufmann.

## Leben
Banck wurde als Sohn von Heinrich Ludwig Banck und Henriette Louise Banck, geborene Niemann, geboren und am 27. März 1856 in der evangelischen Ulrichskirche Magdeburg getauft. Am 28. August 1850 heiratete er in Bleckendorf Ida Louise Rudolphine Lampe. Ein zweites Mal heiratete er am 9. August 1882 Caroline Auguste Johanne Clara Helmrich Lampe (* 1821). Die Hochzeit fand in Rothensee statt, wo Banck auch lebte.
Banck war unter anderem Eigentümer größerer Ländereien nördlich der Stadt Magdeburg. Auf diesem heute zu Magdeburg-Neue Neustadt gehörenden Gelände entstand im 20. Jahrhundert, zwischen 1929 und 1939, die zunächst nach Banck benannt Bancksche Siedlung, welche später in Curie-Siedlung umbenannt wurde. Auch die Hauptstraße der Siedlung trug zunächst seinen Namen (Banckstraße) und erhielt dann in der Zeit der DDR die Bezeichnung Curiestraße.
Eine in dieser Gegend in der Reichelstraße Nr. 23 um 1900 entstandene Villa wird noch heute als Bancksche Villa bezeichnet.